# Тихоокеанське командування Повітряних сил США
Тихоокеанське командування Повітряних сил США (англ. Pacific Air Forces, PACAF) — одне з 10 головних командувань Повітряних сил США, повітряний компонент Тихоокеанського Командування Збройних сил США й є одним з двох американських повітряних командувань разом з Командуванням ПС США у Європі та Африці, що дислокуються поза межами континентальних Сполучених Штатів. Штаб-квартира PACAF розміщується на об'єднаній військовій базі Перл-Гарбор-Гіккам на Гаваях.
За майже 70 років існування Командування брало активну участь у війнах та збройних конфліктах і операціях, що вели США. Безпосередньо пілоти, техніка та підрозділи Тихоокеанського командування залучалися до ведення бойових дій у Кореї, В'єтнамі, в операціях «Буря в пустелі», «Саутерн Вотч», «Нортерн Вотч», війнах в Афганістані та Іраку.
Загальна чисельність сил Командування становить близько 45 000 осіб, що проходять військову службу в лавах Регулярних ПС, Резерві Повітряних сил та в Національній гвардії. У розпорядженні Командування три повітряні армії (5-та, 7-ма та 11-та), дев'ять повітряних баз та близько 375 військових літаків і вертольотів.

## Призначення
Основними завданнями Тихоокеанського командування Повітряних сил США є охорона та оборона повітряного простору визначених територій та об'єктів в Азійсько-Тихоокеанському регіоні, прикриття угруповань американських військ і важливих об'єктів від ударів противника з повітря, авіаційна підтримка Сухопутних військ та забезпечення бойових дій Військово-морських сил США Об'єднаних командувань Збройних сил США, що дислокуються в зоні відповідальності Тихоокеанського Командування Збройних сил США.